# Södra Nordsjön
Södra Nordsjön är en sjö i Örnsköldsviks kommun i Ångermanland och ingår i Lögdeälvens huvudavrinningsområde. Sjön har en area på 0,961 kvadratkilometer och ligger 191 meter över havet. Sjön avvattnas av vattendraget Bladtjärnsbäcken.

## Delavrinningsområde
Södra Nordsjön ingår i det delavrinningsområde (707452-165107) som SMHI kallar för Utloppet av Södra Nordsjön. Medelhöjden är 240 meter över havet och ytan är 12,35 kvadratkilometer. Det finns inga avrinningsområden uppströms utan avrinningsområdet är högsta punkten. Bladtjärnsbäcken som avvattnar avrinningsområdet har biflödesordning 2, vilket innebär att vattnet flödar genom totalt 2 vattendrag innan det når havet efter 49 kilometer. Avrinningsområdet består mestadels av skog (65 procent). Avrinningsområdet har 1,42 kvadratkilometer vattenytor vilket ger det en sjöprocent på 11,5 procent.